# ナキリスゲ

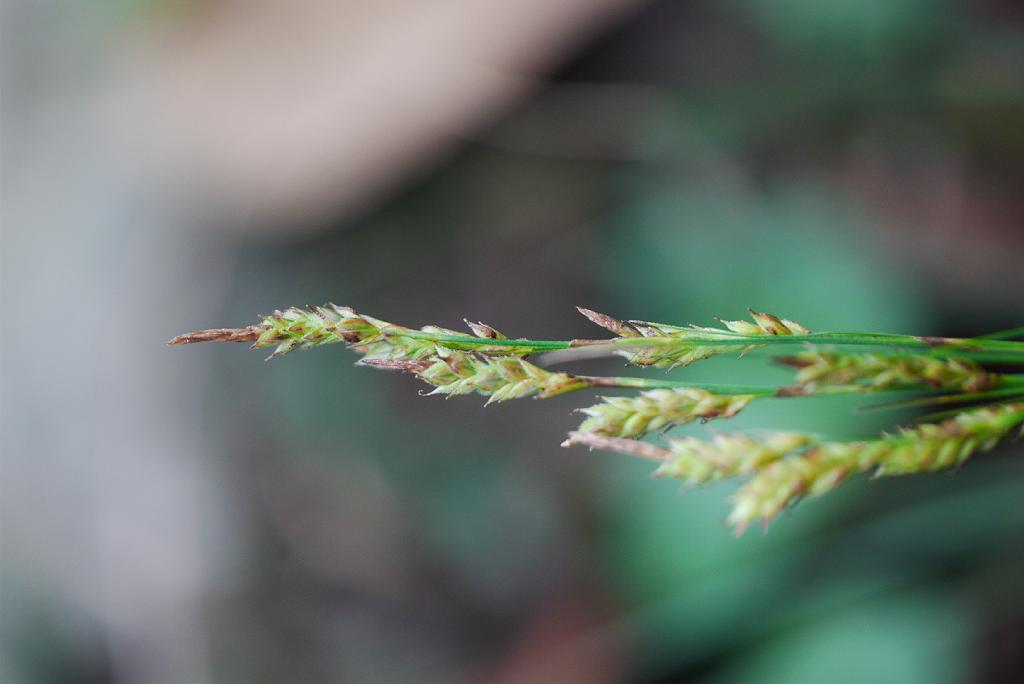
小穂の拡大

ナキリスゲは、細みの常緑性のスゲで、秋に花をつける。

## 特徴
ナキリスゲ(Carex lenta D.Don ex Spreng.)というのは、単子葉植物カヤツリグサ科スゲ属の植物である。本州中部以南ではごく普通のスゲであり、広い範囲に生育している。名前は菜切り菅の意で、葉がざらつくので、菜っ葉が切れるほどだというのだが、実際はそれほどでもない。常緑性である。また、花期が秋である点でも日本のスゲでは数少ない例である。
根茎はごく短く、地表にあって根出葉を多数つける。匍匐茎は普通出さず、大きな株だちとなる。葉は細長いものが多数あり、緑から深緑、やや立ち上がって伸び、先端は垂れて長さ30-40cm位。根元には褐色の鞘がある。
花穂は9-10月頃に出る。花茎は細長く、長さ50cm位まで伸び、先端はやや傾くか、垂れる。中程から上の各節からそれぞれ1-3個ほどの小穂を出す。小穂はそれぞれ細い柄を持っていて、やや垂れる。小穂はすべて雄雌性である。つまり、先端部に短い雄花部がある。小穂は円柱形で雌花がやや密生し、先端にはごく短い雄花部があって、まるで円柱の先端がとがって突き出したように見える。苞は鞘と長い葉状部を持つ。
雌花はほぼ同じ長さの鱗片に覆われる。鱗片は緑か、やや黄褐色になる。果胞は長さ3mmかやや大きく、卵形で偏平、表面には多数の毛がはえている。嘴は尖って、先端は小さく二つに割れる。果実は楕円形で偏平、花柱は細長く、先端の柱頭は二つに割れる。

## 生育環境
非常に生育範囲の広い種で、日本国内、特に本土では山地から海岸、森林内から乾燥した道端までさまざまな環境で見られる。近似種が数種あるが、いずれもはるかに限られた生育範囲しか持っていない。そのためその姿にもさまざまな変異が見られる。ごく小さいものから大きくなるもの、葉や花茎が立つものや垂れるもの、小穂の果胞が軸に密着するものから開出（軸に対して立ち上がり、互いの間が開く）するものまであり、一見すると違う種のように見える場合もある。また、これに近縁の別種を交える場合もあるのでなかなかややこしい。
日本では関東、新潟以西の本州、四国、九州、トカラ列島にまで分布し、国外では朝鮮南部から中国、ヒマラヤにかけて知られている。

## 類似の種
先にも述べたように、この種は秋に花をつける。スゲ属の大部分は春から初夏に花をつけ、秋に花をつけるのは、この種とその近縁種以外では、アキカサスゲがある程度である。また、小穂の配列（すべて雄雌性、細い柄がある）なども独特であるため、他の種と見誤ることはまずない。
しかし、近縁種がいくつかあり、それらの区別がやや難しい。ナキリスゲの特徴である、すべての小穂が雄雌性で、花茎の節から時に複数の小穂が出ること、花茎の苞に鞘があること、果胞が偏平で嘴があること、柱頭が二つに分かれることなどをほぼ共有するものをナキリスゲ節にまとめるが、これに属する種は日本には10種足らずがあり、いずれも非常によく似ている。ただし、いずれもナキリスゲ程の普通種ではない。したがって、こういうスゲを見た時に、それをナキリスゲと判断してもたいていは間違いない。ただしコゴメスゲは南寄りの地域ではかなり普通にある。ついでに琉球列島ではこの類はほとんどコゴメスゲしかないので、これも楽である。
正確な判断は果胞などを見る必要がある。ちなみにこの類の中でのナキリスゲの特徴は果胞に毛が多いことである。肉眼では分かりにくいが、ルーペや双眼実体顕微鏡で見ると、表面に一面にはえているのが分かる。他の種では周辺に生える程度で、毛が少ないものが多い。もっとも、同定を間違ってもそれを指摘する人はあまりいないかも知れない。
ナキリスゲ節 Sect. Graciles
- センダイスゲ C. sendaica Franch. (C. lenta var. sendaica (Franch.) T. Koyama)

花茎は背が低く、小穂は数が少ない。よく匍匐茎を伸ばし、まばらな群落になる。ナキリスゲの砂地型の変種との説もある。本州（岩手県南部以南）から九州まで分布する。
- コゴメスゲ C. brunnea Thunb.

コゴメナキリスゲとも。ナキリスゲに似て、小穂がやや小さくて細く、果胞に毛が少ない。本州南部以西、琉球列島まで分布し、台湾、中国南部から東南アジアに至る。
- フサナキリスゲ C. tenogyna Boott

やや小型。小穂が細長く、柱頭が長くて、後まで残るのが特徴。外見的には小穂の表面に茶色の糸屑がからまったようになる。渓流の水際に生育する。近畿以西の屋久島までと、インドや東南アジアに分布する。
- オオナキリスゲ C. autumnalis Ohwi

頂小穂が雄性という点では他のナキリスゲ類と大きく異なるが、それ以外の点ではよく似ている。雄小穂は細い棒状になっている。また、果胞は丸くて小さい。関西以西の本州と四国、対馬にある。
- キシュウナキリスゲ C. nachiana Ohwi

大柄な種で、大きいものは高さ1mにもなる。静岡県以西、九州まで点々と分布がある。
- ジングウスゲ C. sacrosancta Honda

森林性の小型種で、伊豆半島、愛知県以西の九州までに点在的に分布する希少種。名前は伊勢神宮にあったことから。
他に南西諸島と小笠原諸島には固有種が複数ある。ただし、分類にはやや疑問があるようである。
- アマミナキリスゲ C. tabatae Katsuy.
- オキナワヒメナキリ C. tamakii T. Koyama
- ムニンナキリスゲ C. hattoriana Nakai et Tuyama
- チチジマナキリスゲ C. chichijimensis Katsuy.